# Autriche aux Jeux olympiques d'été de 1956
L'équipe olympique d'Autriche participe aux Jeux olympiques d'été de 1956 à Melbourne. Elle y remporte deux médailles : une en argent et une en bronze, se situant à la trente-quatrième place des nations au tableau des médailles. L'athlète Franz Wimmer est le porte-drapeau d'une délégation autrichienne comptant 29 sportifs.